# Cercle athlétique de París

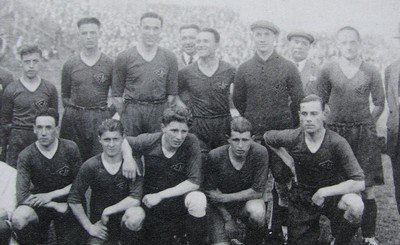
El Cercle Athlétique de Paris en 1928.

El Cercle Athlétique de Paris es un club de fútbol francés. El club fue uno de los fundadores de la Liga francesa de fútbol en la temporada 1932-33.
Uno de los jugadores notables en la historia del club fue Lucien Laurent, autor del primer gol en la historia de la Copa Mundial de Fútbol.
El club jugó en el balompié profesional francés entre 1932 y 1963, momento en el que el club se fusiona con el Charentonneau tras descender del Campeonato Francés Amateur, por lo que en la actualidad aún existe pero a nivel regional y es conocido como el CAP Charenton.

## Palmarés

### Torneos nacionales
- Copa de Francia (1): 1919-1920